# Uni Air
Uni Air (en chino: 立榮 航空; pinyin: Lìróng Hángkōng; Pe̍h-ōe-jī: Lïp-êng Háng-khong) es una Aerolínea regional con sede en Zhongshan, Taipéi, Taiwán. Con un enfoque operativo en rutas nacionales, UNI Air es una subsidiaria de Evergreen Group, lo que la convierte en una aerolínea hermana del operador principal EVA Air. Era conocido como Makung Airlines (馬 公 航空) hasta 1996, cuando EVA Air tomó una participación mayoritaria de la aerolínea. En 1998, la aerolínea se fusionó con Great China Airlines (大 華 航空) y Taiwan Airways (臺灣 航空), en las que EVA Air también tenía intereses, para formar UNI Airways (UNI Air).
La aerolínea ha tenido la mayor participación de mercado en el mercado nacional de Taiwán en los últimos años, y se ha expandido para incluir vuelos internacionales. Algunos de sus antiguos aviones McDonnell Douglas MD-90 y ATR 72 actuales fueron repintados y volaron para la compañía matriz EVA Air debido al exceso de capacidad. En los últimos años, Uni Air ha lanzado servicios a destinos internacionales desde la ciudad portuaria de Kaohsiung, en el sur de Taiwán. En 2007, la aerolínea recibió permiso para comenzar vuelos a Japón.
EVA Air declaró en 2016 que se fusionará con UNI Air para crear una aerolínea para la comodidad de sus pasajeros.

## Historia
Uni Air ha operado servicios de dos clases, con asientos domésticos de clase económica y de negocios. Los pasajeros de clase ejecutiva tienen acceso a los salones Evergreen de EVA Air. El predecesor de UNI Air, Makung International Airlines, operaba una flota de aviones a reacción de la serie BAe 146. Estos aviones se vendieron cuando se formó Uni Air. El código IATA de Uni Air es B7, su código ICAO es UIA y su indicativo es Glory, en referencia a su compañía hermana Uniglory Shipping Corporation. En 2012, Uni Air presentó una nueva librea y cola / logotipo en el McDonnell Douglas MD-90 y su nuevo avión ATR 72-600.

## Flota

### Flota Actual
A partir de junio de 2022, la flota de Uni Air consta de los siguientes aviones, con una edad media de 8.1 años:
| Aeronave        | En Servicio | Órdenes | Pasajeros | Pasajeros | Pasajeros | Notas |
| Aeronave        | En Servicio | Órdenes | J         | Y         | Total     | Notas |
| --------------- | ----------- | ------- | --------- | --------- | --------- | ----- |
| ATR 72-600      | 14          | —       | —         | 70        | 70        |       |
| Airbus A321-211 | 2           | —       | 8         | 176       | 184       |       |
| Total           | 16          | —       |           |           |           |       |

### Flota Histórica
La flota de la aerolínea incluía previamente los siguientes aviones:

## Destinos
La aerolínea opera principalmente a destinos nacionales y de China, pero también opera vuelos internacionales programados a Bangkok, Ciudad Ho Chi Minh y Seúl. También alquiló vuelos a Surabaya y Jeju desde Kaohsiung. Los destinos de Uni Air son:[cita requerida]
| País            | Ciudad           | Aeropuerto                                    | Notas | Refs        |
| --------------- | ---------------- | --------------------------------------------- | ----- | ----------- |
| China, Mainland | Chongqing        | Chongqing Jiangbei International Airport      |       |             |
| China, Mainland | Dalian           | Dalian Zhoushuizi International Airport       |       |             |
| China, Mainland | Fuzhou           | Fuzhou Changle International Airport          |       |             |
| China, Mainland | Hangzhou         | Aeropuerto Internacional de Hangzhou-Xiaoshan |       |             |
| China, Mainland | Huangshan        | Aeropuerto Internacional de Huangshan Tunxi   |       | [ 6 ]       |
| China, Mainland | Nanjing          | Nanjing Lukou International Airport           |       |             |
| China, Mainland | Ningbo           | Ningbo Lishe International Airport            |       |             |
| China, Mainland | Qingdao          | Qingdao Liuting International Airport         |       |             |
| China, Mainland | Shenyang         | Shenyang Taoxian International Airport        |       | [ 7 ]       |
| China, Mainland | Shenzhen         | Shenzhen Bao'an International Airport         |       |             |
| China, Mainland | Wuxi             | Sunan Shuofang International Airport          |       | [ 8 ] [ 9 ] |
| Filipinas       | Manila           | Ninoy Aquino International Airport            |       | [ 10 ]      |
| Corea del Sur   | Seoul            | Incheon International Airport                 |       | [ 11 ]      |
| Taiwán          | Beigan Island    | Beigan Airport                                |       |             |
| Taiwán          | Chiayi           | Chiayi Airport                                |       |             |
| Taiwán          | Hengchun         | Hengchun Airport                              |       | [ 12 ]      |
| Taiwán          | Kaohsiung        | Kaohsiung International Airport               |       |             |
| Taiwán          | Kinmen           | Kinmen Airport                                |       |             |
| Taiwán          | Magong           | Penghu Airport                                |       |             |
| Taiwán          | Nangan           | Nangan Airport                                |       |             |
| Taiwán          | Pingtung         | Pingtung Airport                              |       | [ 13 ]      |
| Taiwán          | Taichung         | Taichung International Airport                |       |             |
| Taiwán          | Tainan           | Tainan Airport                                |       |             |
| Taiwán          | Taipéi           | Taipei Songshan Airport                       |       |             |
| Taiwán          | Taipéi           | Taiwan Taoyuan International Airport          |       |             |
| Taiwán          | Taitung          | Taitung Airport                               |       |             |
| Vietnam         | Ho Chi Minh City | Tan Son Nhat International Airport            |       |             |

UNI Air también opera vuelos chárter a Yonago, Okayama, Hakodate, Miyazaki, Koriyama, Nagasaki, Obihiro y Asahikawa en Japón, así como a Seúl, Busan y Jeju en Corea del Sur para varios grupos turísticos.
Los vuelos de UNI Air se conectan a la red EVA Air a través de Taipéi y Kaohsiung, con servicio a más de 40 destinos internacionales en todo el mundo.

## Código compartido acuerdos
Uni Air tiene acuerdos de código compartido con las siguientes aerolíneas:
- Air China
- EVA Air
- Hainan Airlines
- Shandong Airlines
- Shenzhen Airlines

## Accidentes e incidentes
- El 24 de agosto de 1999, el vuelo 873 de Uni Air, un McDonnell Douglas MD-90, aterrizó en el Aeropuerto de Hualien y estaba rodando por la pista 21, cuando se escuchó una explosión en la sección delantera de la cabina de pasajeros, seguida de humo y fuego. El piloto frenó de inmediato y detuvo el avión en la pista. Luego, después de desplegar los toboganes de evacuación e iniciar una evacuación de emergencia para pasajeros, el piloto procedió a llamar a la torre para pedir ayuda. Al recibir esta llamada, los escuadrones de bomberos tanto en el Aeropuerto de Hualien, como en el ala de la Fuerza Aérea se apresuraron a la escena para extinguir el fuego. El incendio finalmente se extinguió a las 13:45. Mientras que la parte superior del fuselaje fue completamente destruida, 90 pasajeros más la tripulación de 6 fueron evacuados de manera segura. Las bajas incluyeron 14 pasajeros gravemente heridos y otros 14 que sufrieron heridas leves. La mayoría de los pasajeros heridos sufrieron quemaduras. Finalmente hubo una muerte.[15]